# Резня на Пионерской улице
Резня на Пионерской улице — массовое убийство 59 босняков, осуществлённое боснийскими сербами 14 июня 1992 года в городе Вишеград, в восточной Боснии. Жертвы (женщины, дети и старики) были заперты сербами в одной комнате дома на Пионерской улице, а затем сожжены заживо.

## Расправа
Жертвами резни на Пионерской улице стали босняки, проживавшие в селе Коритник, расположенном в окрестностях Вишеграда. В деревне с мусульманским и сербским населением первым принадлежало 20 домов, в которых проживало около 60 босняков. Примерно 13 июня 1992 года в село прибыли сербы из окрестных деревень, потребовавшие от босняков покинуть деревню и перебраться в Кладань, из которой по их словам тамошние сербы переселились бы в Коритник. 
Утром 14 июня босняки собрались вместе, ожидая прибытия автобусов. Все они были безоружны и одеты как мирные граждане. Не дождавшись транспорта они отправились в близлежащее село Гребен, а затем — в Вишеград. Во время прохождения через деревню Сисе к ним присоединились ещё семь местных жителей. Наконец эта группа прибыла в Вишеград, где столкнулась с сербскими военными, которые отправили их к зданию Красного Креста, которое оказалось закрытым. Однако, из него через некоторое время вышел Митар Василевич, утверждавший, что автобусы в Кладань уже ушли и что им следует дождаться их утром следующего дня. Переночевать им он предложил в доме босняка Юсуфа Мемича на Пионерской улице.
В доме боснякам было приказано сдать под угрозой убийством ценные вещи, в это время там уже присутствовали двоюродные братья Милан Лукич и Средое Лукичи. После этого женщины и дети были отделены от мужчин. Женщин выводили в отдельные комнаты, где заставляли раздеться, часть из них очевидно была изнасилована. Когда стемнело, группу босняков под предлогом их собственной же безопасности перевели в расположенный рядом дом Адема Омерагича. Там их завели в комнату на первом этаже с двумя окнами. Затем в переполненную людьми комнату через дверь Миланом Лукичем было подброшено неизвестное взрывное устройство, которое, сработав, воспламенило пропитанные неким веществом ковры в помещении. Также в комнату была подброшена граната. 
Нескольким жертвам удалось спастись, выбравшись из окна. Самой старшей погибшей в резне, Муле Аянович, было 75 лет, а самой младшей — 2 дня от роду.

## Приговор
20 июля 2009 года Милан Лукич был приговорён к пожизненному заключению, а его двоюродный брат Средое Лукич — к 30-летнему, за преступления, включавшие в себя сожжение людей живьём на Пионерской улице. Милан Лукич был также признан виновным по похожему эпизоду, произошедшему 27 июня 1992 года также в муниципалитете Вишеград, когда сербами были заживо сожжены 60 босняков, также в основном женщины и дети. Выносивший приговор председательствующий судья МТБЮ Патрик Робинсон отметил, что «в слишком длинной, печальной и несчастной истории жестокости человека к человеку, сожжения на Пионерской улице и в Бикаваце должны занимать заметное место».

## Память
В середине 2010 года власти Республики Сербской планировали снести руины дома Омерагича, мотивируя это якобы необходимостью строительства дороги и регулированию русла рек. Семьи жертв расправы восприняли это как попытку стереть следы преступления. Бакира Хасечич, глава «Ассоциации женщин-жертв войны», сама ставшая жертвой изнасилования во время этнических чисток в Вишеграде, отмечала, что сербские власти всячески препятствовали реконструкции дома.